# Klaus Dahlen
Klaus Dahlen (* 23. Mai 1938 in Berlin; † 16. Mai 2006 in Baden-Baden) war ein deutscher Schauspieler.

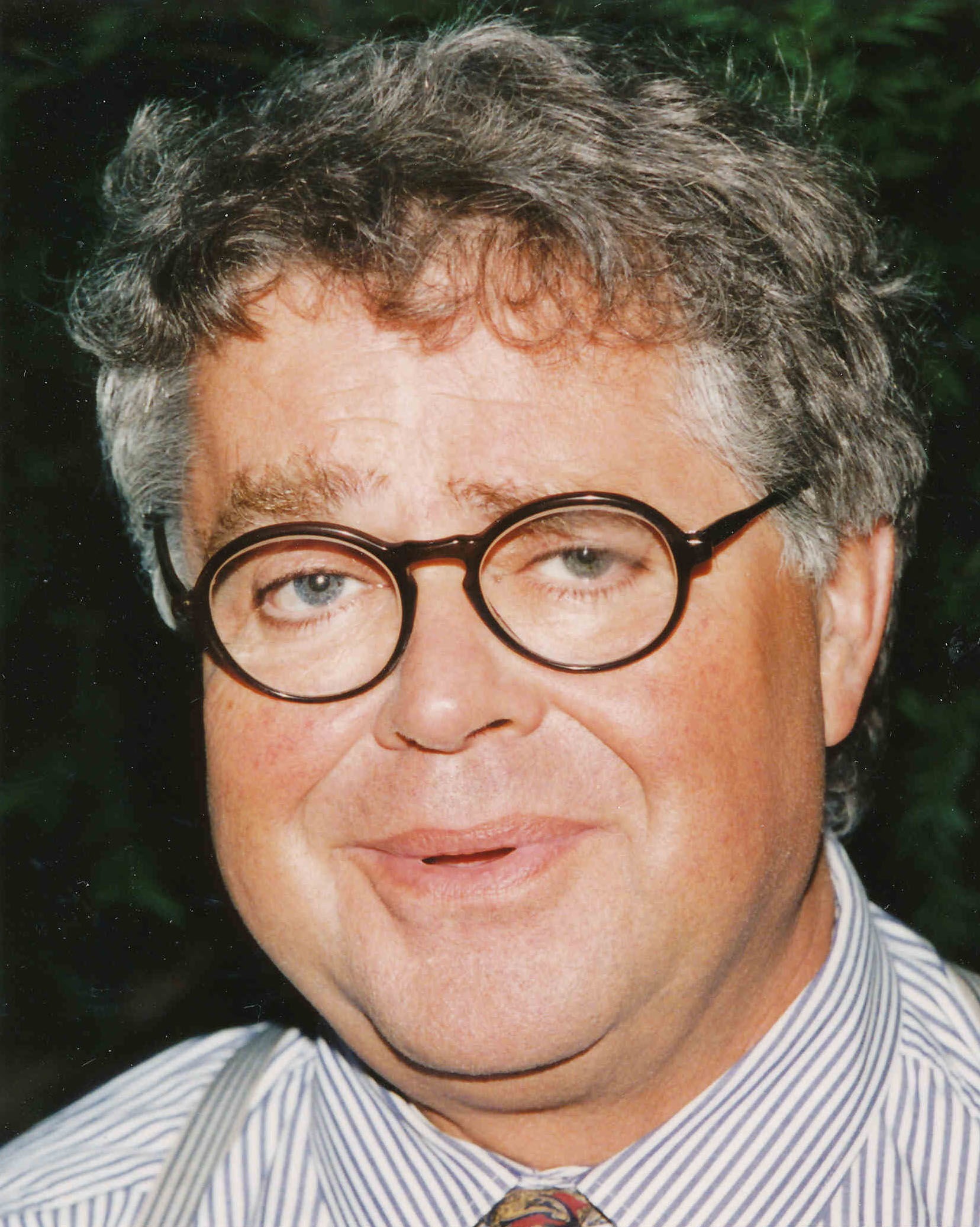
Klaus Dahlen

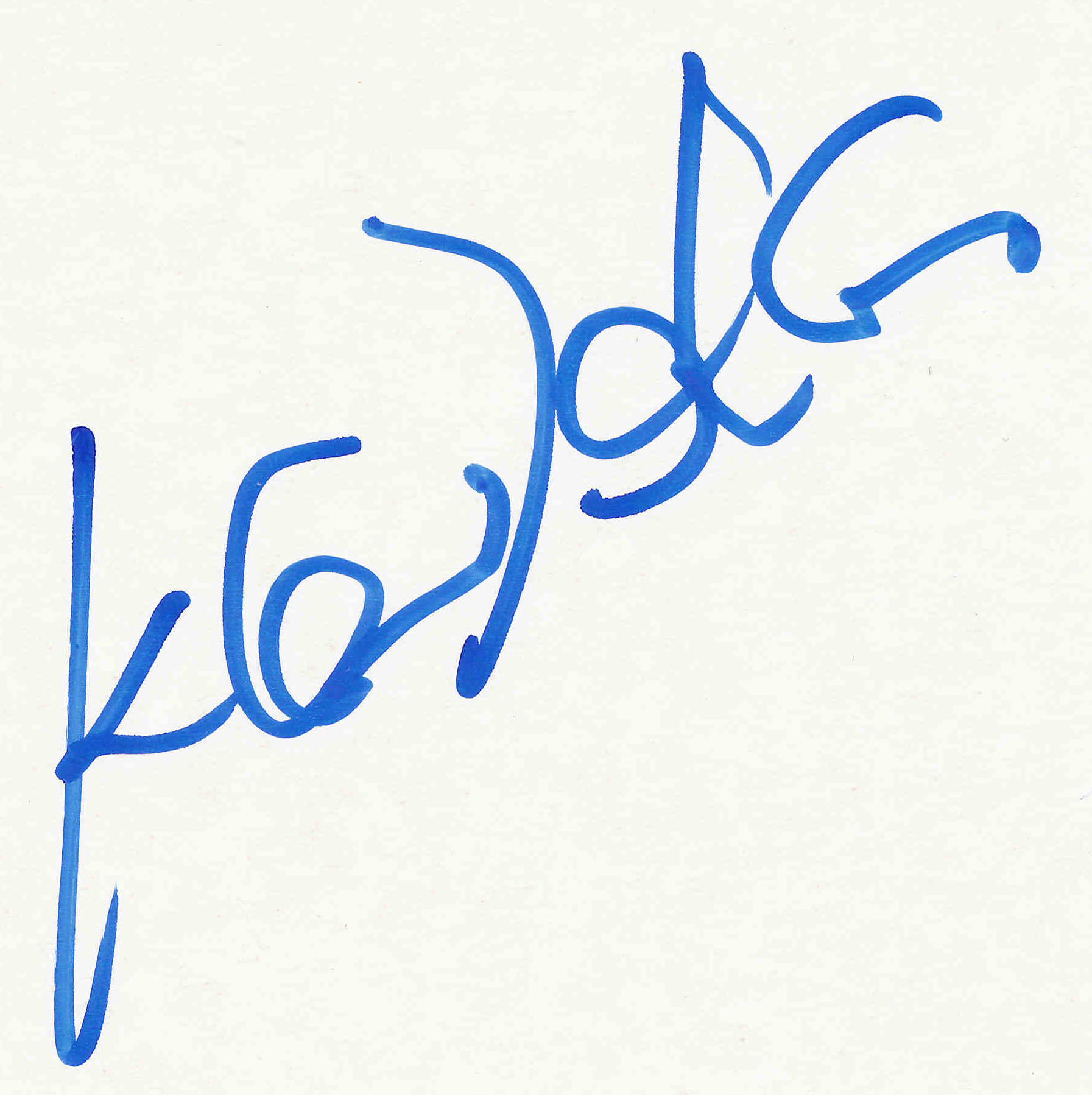
Autogramm von Klaus Dahlen

## Leben

### Karrierebeginn am Theater
Der gelernte Zimmermann und Werbegrafiker kam über Statistenrollen an der Deutschen Oper und am Schillertheater in Berlin zum Schauspielberuf. Als besonderer Förderer erwies sich dabei sein Jugendfreund Harald Juhnke. Fortan war Dahlen ein vielbeschäftigter Theaterschauspieler.

### Film und Fernsehen
Sein Kinodebüt gab Dahlen 1957 in dem Film Endstation Liebe mit Horst Buchholz.
Einem breiten Publikum bekannt wurde Dahlen als lockenköpfiger, etwas tollpatschiger aber gutmütiger Dicker durch zahlreiche Nebenrollen in Film- und Fernsehspielen ab den 1960er Jahren. In den letzten Folgen der bekannten Serie Ein Herz und eine Seele ersetzte er Diether Krebs in der Rolle des Schwiegersohnes von Ekel Alfred. Besondere Popularität erlangte er durch die ARD-Fernsehserie Klimbim (1977–1979).
Mitgewirkt hat er außerdem in den Reihen Zwei himmlische Töchter, Es muß nicht immer Kaviar sein, Der Kommissar, Die Männer vom K3, Küstenwache, Alphateam und Tatort sowie in insgesamt 35 Spielfilmen.

### Letzter Auftritt

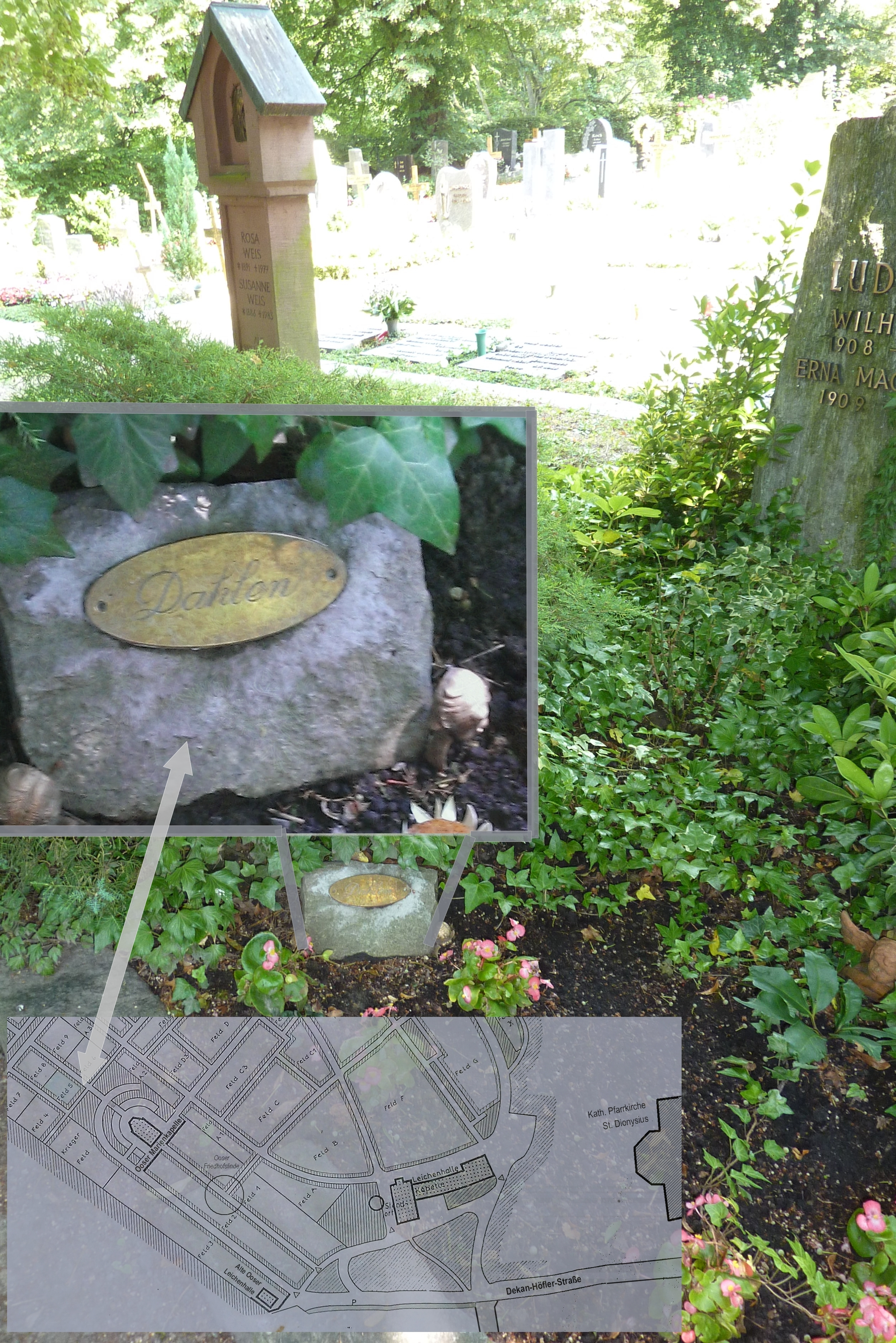
Grab von Klaus Dahlen, Friedhof Baden-Oos

Seinen letzten Auftritt hatte er am 7. Mai 2006 in der Comödie Duisburg in der Uraufführung des Stücks Wo die Liebe hinfällt … Er starb eine Woche vor seinem 68. Geburtstag nach einem schweren körperlichen Zusammenbruch und wurde auf einem Friedhof in Baden-Baden im Ortsteil Oos, Feld 6, oberhalb der Marienkapelle beigesetzt. Dahlen war zweimal verheiratet und hinterließ zwei Söhne.

## Filmografie (Auswahl)
- 1958: Piefke, der Schrecken der Kompanie
- 1959: Liebe verboten – Heiraten erlaubt
- 1960: Willy, der Privatdetektiv
- 1960: Der Held meiner Träume
- 1960: Lampenfieber
- 1960: Sabine und die 100 Männer
- 1961: Und sowas nennt sich Leben
- 1961: Zu jung für die Liebe?
- 1961: Davon träumen alle Mädchen
- 1961: Blond muß man sein auf Capri
- 1961: Immer Ärger mit dem Bett
- 1961: Unter Ausschluß der Öffentlichkeit
- 1962: Das Mädchen und der Staatsanwalt
- 1962: Café Oriental
- 1962: Tunnel 28
- 1962: Jedermannstraße 11
- 1963: Das Kriminalmuseum (Fernsehserie, Episode Die Fotokopie)
- 1963: Mamselle Nitouche
- 1964: Freddy und das Lied der Prärie
- 1964: Jazz und Jux in Heidelberg
- 1964: Jetzt dreht die Welt sich nur um dich
- 1965: Duell vor Sonnenuntergang
- 1967: Pension Clausewitz
- 1967: Sie schreiben mit (Fernsehserie, Episode Die rosa Bluse)
- 1967: Zärtliche Haie (Tendres requins)
- 1969: Meine Schwiegersöhne und ich (Fernsehserie)
- 1969: Ein Sommer mit Nicole (13-teilige Fernsehserie)
- 1970: Stoßzeit – Rush Hour
- 1970: Die Weibchen
- 1970: Der Kommissar: Tod einer Zeugin
- 1970: Drüben bei Lehmanns  (Fernsehserie, Episode 2)
- 1971: Ich träume von Millionen
- 1971: Von Liebe keine Rede (Fernsehserie)
- 1971: Glückspilze
- 1972: Mensch ärgere dich nicht
- 1972: Lilli – die Braut der Kompanie
- 1972: Willi wird das Kind schon schaukeln
- 1973: Das darf doch nicht wahr sein!
- 1973: Lokaltermin: Dein Eid ist Meineid
- 1973: Sesamstraße („Bumm“ in Bim und Bumm)
- 1973: Situation
- 1973–1974: Sergeant Berry (Fernsehserie)
- 1974: Auch ich war nur ein mittelmäßiger Schüler
- 1975: Die Brücke von Zupanja
- 1975: Beschlossen und verkündet: Der ehrliche Finder
- 1976: Ein Herz und eine Seele (Fernsehserie)
- 1978–1979: Klimbim (Fernsehserie)
- 1978: Zwei himmlische Töchter (Mehrteiler)
- 1978: Ein Mann will nach oben
- 1980: Kreuzberger Liebesnächte
- 1980: Achtung Zoll! (Folge 9: Die mißglückte Flucht)
- 1980: Susi (Fernsehserie)
- 1981: Der Fuchs von Övelgönne: Insel der Angst
- 1983: Das Traumschiff: Amazonas
- 1983: Schöne Bescherung
- 1985: Otto – Der Film
- 1986: Liebling Kreuzberg
- 1986: Der Komödienstadel: Das Prämienkind
- 1986: Didi – Der Untermieter (Fernsehserie)
- 1989: Aufs Ganze
- 1991: Der Komödienstadel: Millionen im Heu
- 1991: Ein Heim für Tiere (Fernsehserie)
- 1993: Die Männer vom K3: „Tanz auf dem Seil“ (Krimiserie)
- 1993: Der kleine Vampir – Neue Abenteuer (Fernsehserie, Episode 11)
- 1994: Hotel Interim
- 1997: Küstenwache (Pilotfilm)
- 1998: Ich Chef, Du Turnschuh
- 1999: Tatort: Strafstoß